# Made in the Shade
Albums de The Rolling Stones
It's Only Rock 'N Roll
(1974) Black and Blue
(1976)
Made in the Shade est une compilation des Rolling Stones sortie en 1975. Il s'agit de leur première compilation officielle durant leur contrat chez Atlantic Records. On y retrouve donc des chansons de leurs quatre premiers albums sortis chez Atlantic, soit Sticky Fingers, Exile on Main Street, Goats Head Soup et It's Only Rock 'N Roll.

## Historique
A la fin du printemps 1975, les Rolling Stones interrompent les sessions de leur prochain album Black and Blue pour entamer une longue tournée nord-américaine du 1er juin à Bâton-Rouge en Louisiane au 8 août 1975 à Buffalo dans l'Etat de New York à guichets fermées, accompagné de Ronnie Wood (membre des Faces de Rod Stewart) qui deviendra membre officiel du groupe en fin d'année pour combler le départ du guitariste Mick Taylor neuf mois plus tôt.
Leur nouvel album n'étant pas encore prêt, ils demandent à leur maison de disque, Atlantic Records de publier une compilation pour lancer la tournée. Ce sera Made in the Shade et regroupe dix chansons couvrant la période de 1971 à 1974. La compilation sort le 6 juin 1975 et est n°6 et n°14 respectivement aux Etats-Unis et au Royaume-Uni. Pourtant, une autre compilation du groupe, Metamorphosis, est publiée le même jour cette fois par ABKCO - qui possède le catalogue du groupe des années 1960 - regroupant une série d'enregistrements inédits datant de cette période.

## Titres
Toutes les chansons sont composées par Mick Jagger et Keith Richards.
1. Brown Sugar – 3:50
  - extrait de Sticky Fingers
2. Tumbling Dice – 3:44
  - extrait de Exile on Main Street
3. Happy – 3:04
  - extrait de Exile on Main Street
4. Dance Little Sister – 4:10
  - extrait de It's Only Rock 'N Roll
5. Wild Horses – 5:41
  - extrait de Sticky Fingers
6. Angie – 4:31
  - extrait de Goats Head Soup
7. Bitch – 3:37
  - extrait de Sticky Fingers
8. It's Only Rock 'n' Roll (But I Like It) – 5:07
  - extrait de It's Only Rock 'N Roll
9. Doo Doo Doo Doo Doo (Heartbreaker) – 3:27
  - extrait de Goats Head Soup
10. Rip This Joint – 2:23
  - extrait de Exile on Main Street